# Regione vinicola dell'Alto Duero
La Regione vinicola dell'Alto Duero (in portoghese Região Vinhateira do Alto Douro) è l'area della regione vitivinicola del Douro Vinhateiro riconosciuta come Patrimonio dell'umanità UNESCO nel 2001 grazie alla sua storia secolare nella viticoltura e al suo paesaggio culturale unico, modellato dall'interazione tra natura e attività umane.

## Storia
La viticoltura nella valle del Douro ha origini antichissime, risalenti almeno all'epoca romana. Tuttavia, fu nel XVII secolo che la produzione vinicola conobbe una forte espansione, con particolare attenzione al Vino di Porto, esportato principalmente nel Regno Unito grazie al Trattato di Methuen del 1703. Nel 1756, il Marchese di Pombal delimitò ufficialmente la regione vinicola, rendendola una delle prime denominazioni di origine controllata al mondo.
Nel corso dei secoli, la regione ha sviluppato un sistema complesso di terrazzamenti e tecniche di coltivazione che hanno consentito di adattare la viticoltura alle condizioni climatiche e geografiche locali, contribuendo alla creazione di un paesaggio culturale di straordinaria bellezza.

## Geografia e territorio
L'Alto Douro si estende lungo il corso superiore del fiume Douro, tra le province di Vila Real, Bragança e Guarda. Il paesaggio è caratterizzato da colline scoscese, modellate da terrazzamenti in pietra che permettono la coltivazione della vite su pendii ripidi. Il clima è continentale, con estati molto calde e inverni freddi, mentre il suolo è prevalentemente scistoso, ideale per la produzione di vini di alta qualità.
Le zone principali della regione includono:
- Baixo Corgo, la parte più occidentale e umida, con vini più leggeri.
- Cima Corgo, la zona centrale, considerata il cuore della produzione del Vino di Porto.
- Douro Superior, la parte più orientale, arida e calda, che sta emergendo per la produzione di vini secchi di alta qualità.

## Vitigni e vini
I vitigni principali della regione includono:
- Touriga Nacional – considerato il più nobile, dona struttura e aromi intensi.
- Touriga Franca – conferisce eleganza e morbidezza ai vini.
- Tinta Roriz (Tempranillo) – aggiunge note speziate e tannini robusti.
- Tinta Barroca – contribuisce alla dolcezza e alla morbidezza del Vino di Porto.
- Tinto Cão – dona acidità e longevità ai vini.

Oltre al Vino di Porto, la regione produce eccellenti vini rossi, bianchi e rosati, con un crescente riconoscimento internazionale per i Douro DOC (Denominação de Origem Controlada).

## Patrimonio UNESCO e turismo
Nel 2001, l'UNESCO ha inserito la Regione vinicola dell'Alto Douro nella lista dei Patrimoni dell'umanità, riconoscendo il valore storico, culturale e paesaggistico di questo territorio. L'area attrae ogni anno numerosi visitatori grazie ai suoi paesaggi spettacolari, alle quintas (aziende vinicole tradizionali) e alle crociere lungo il fiume Douro.
Le principali attrazioni includono:
- Pinhão, il cuore della produzione vinicola, con la storica stazione ferroviaria decorata con azulejos.
- Lamego, con il Santuario di Nossa Senhora dos Remédios.
- Peso da Régua, centro amministrativo della regione vinicola.
- La strada panoramica N222, considerata una delle strade più belle del mondo per i suoi panorami sulle vigne[6].

## Galleria d'immagini

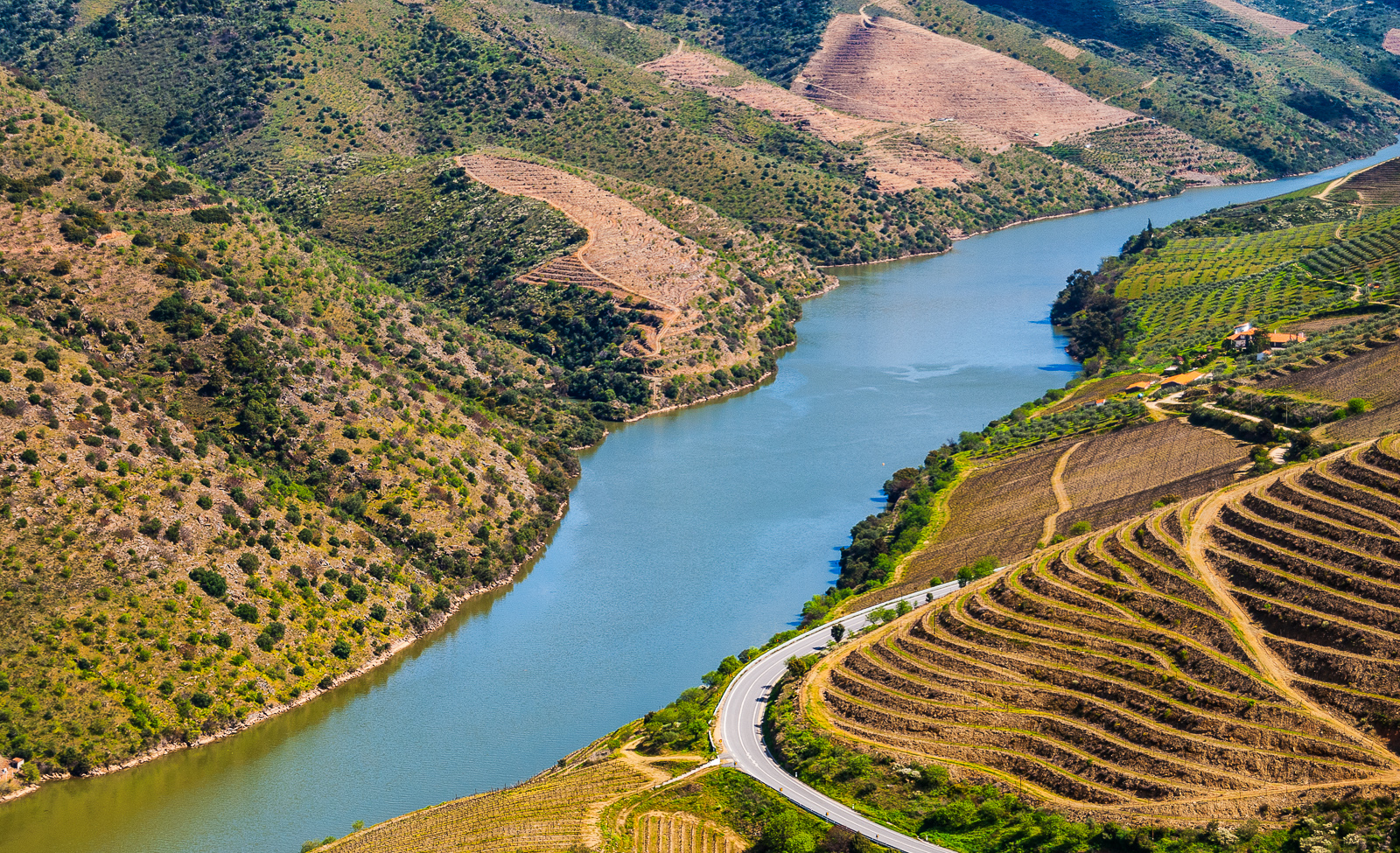
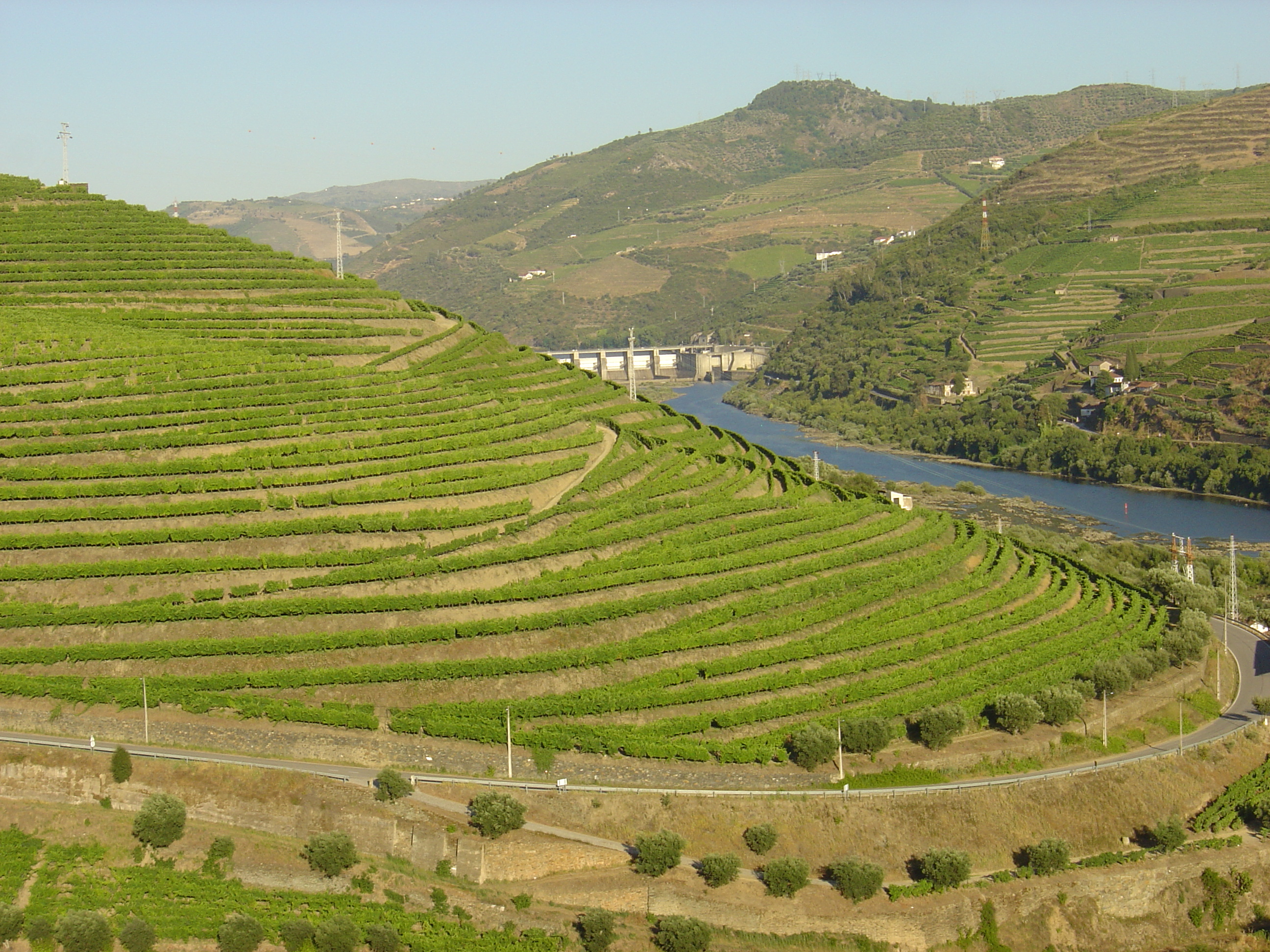
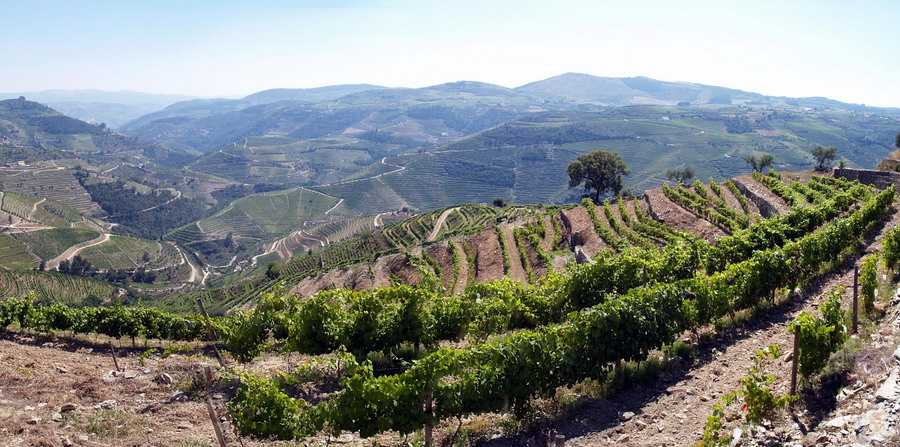
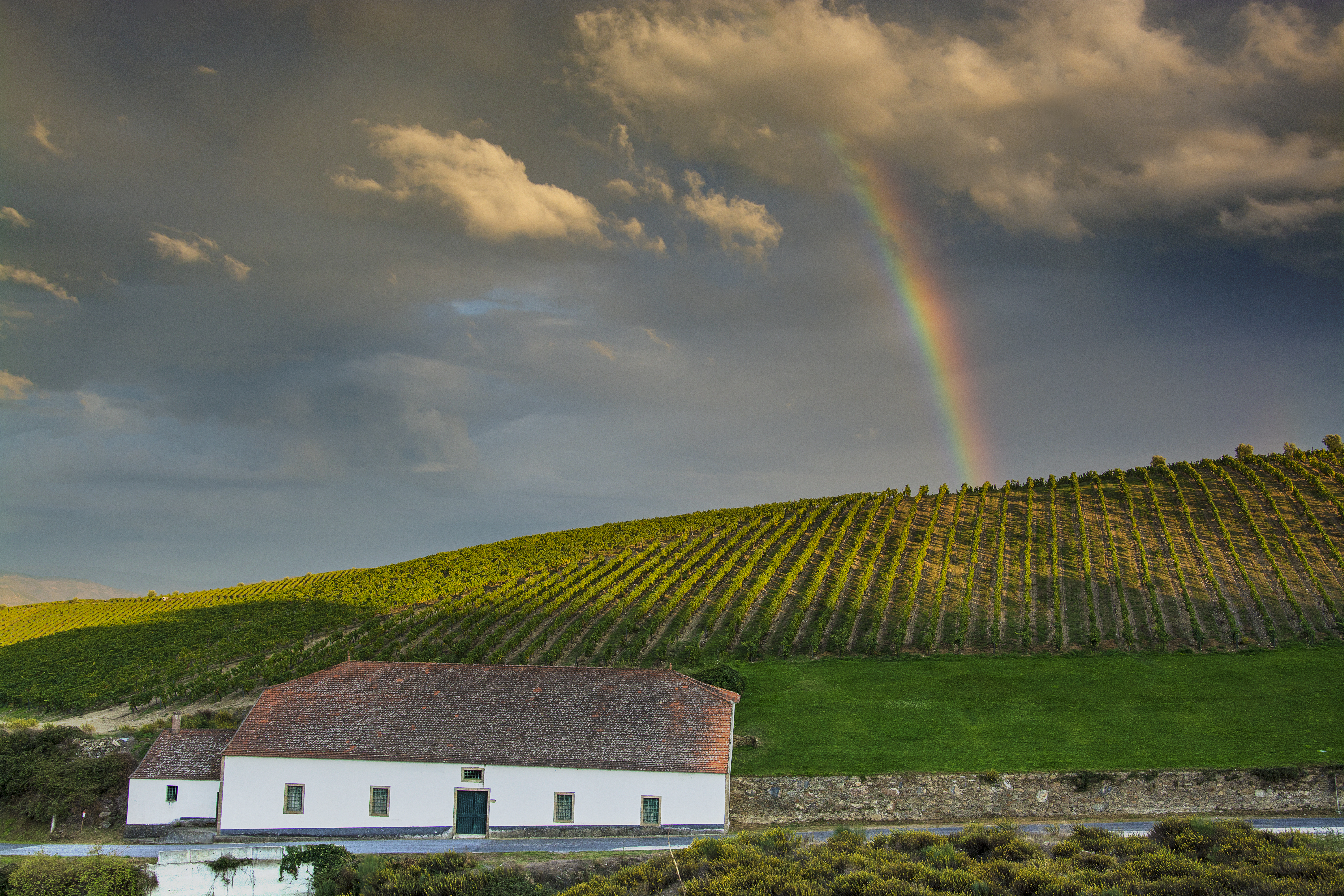
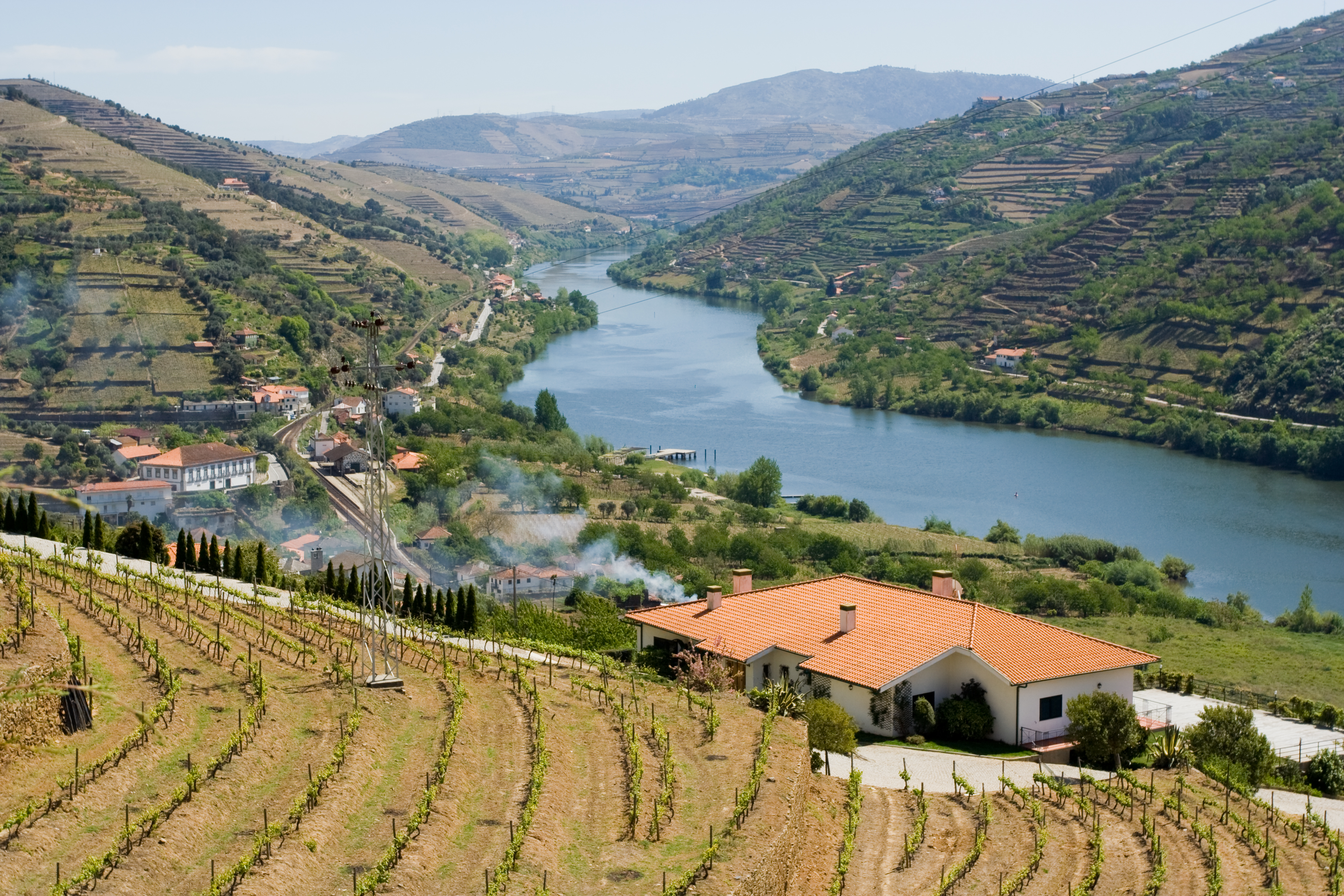
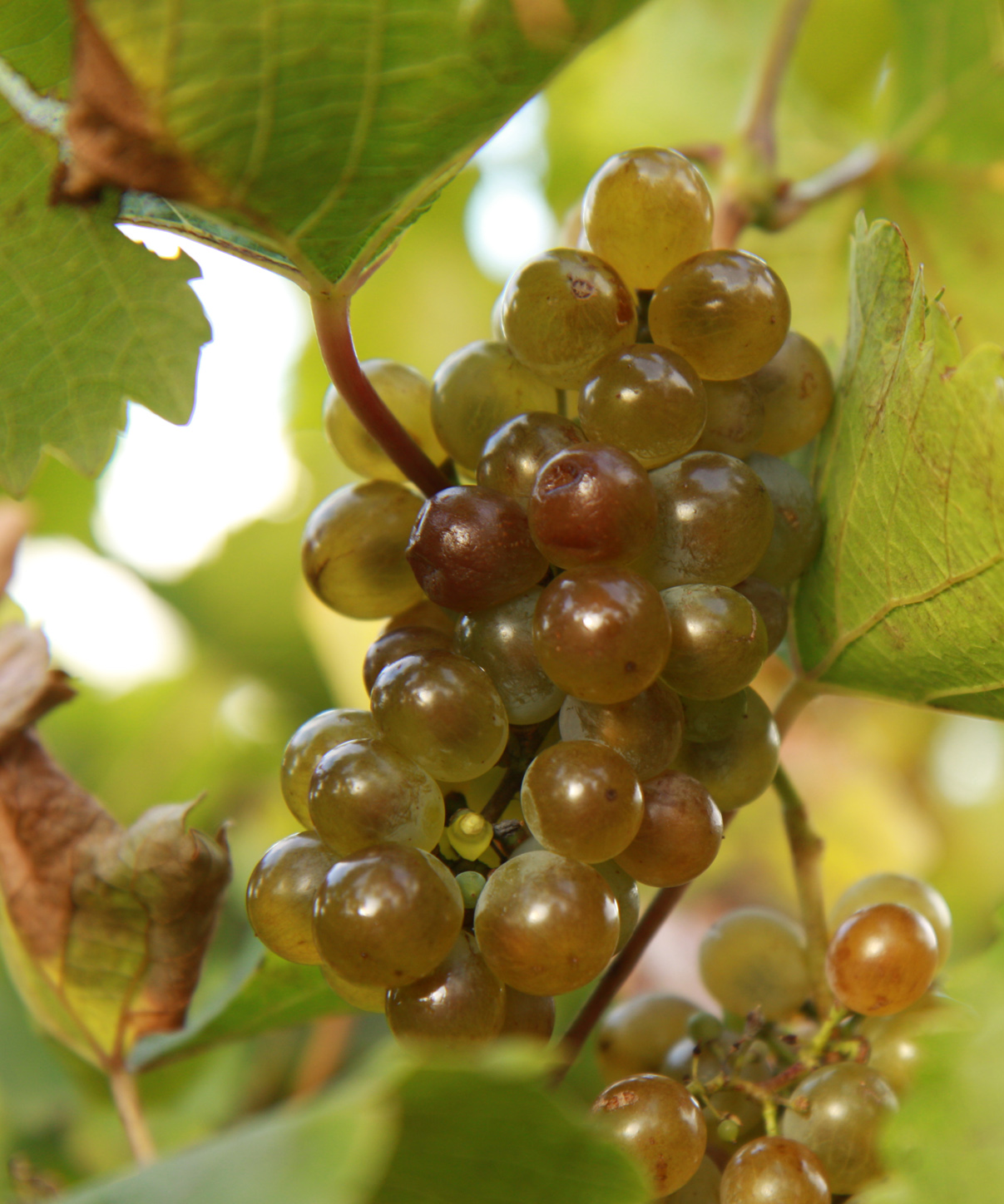
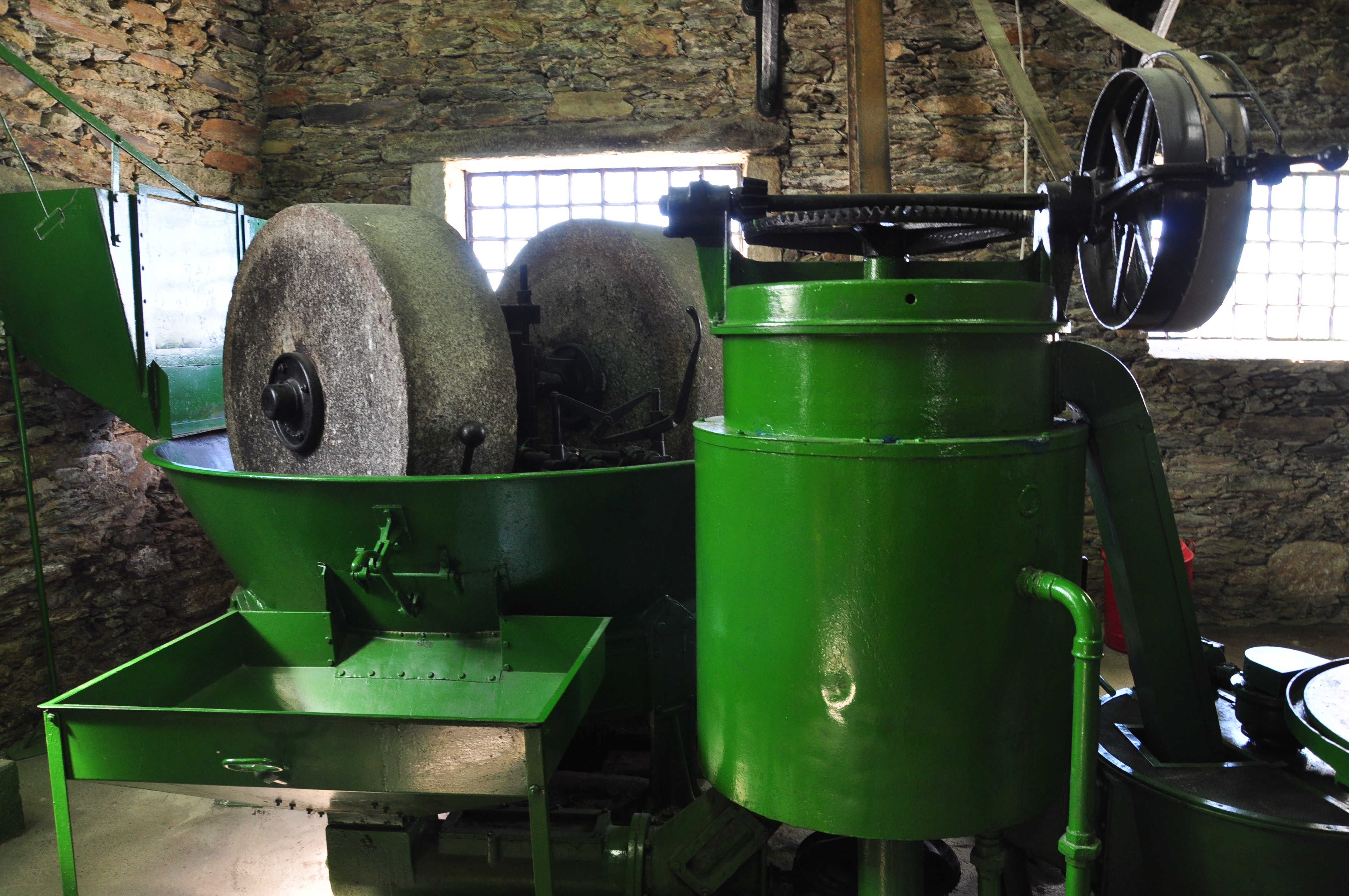
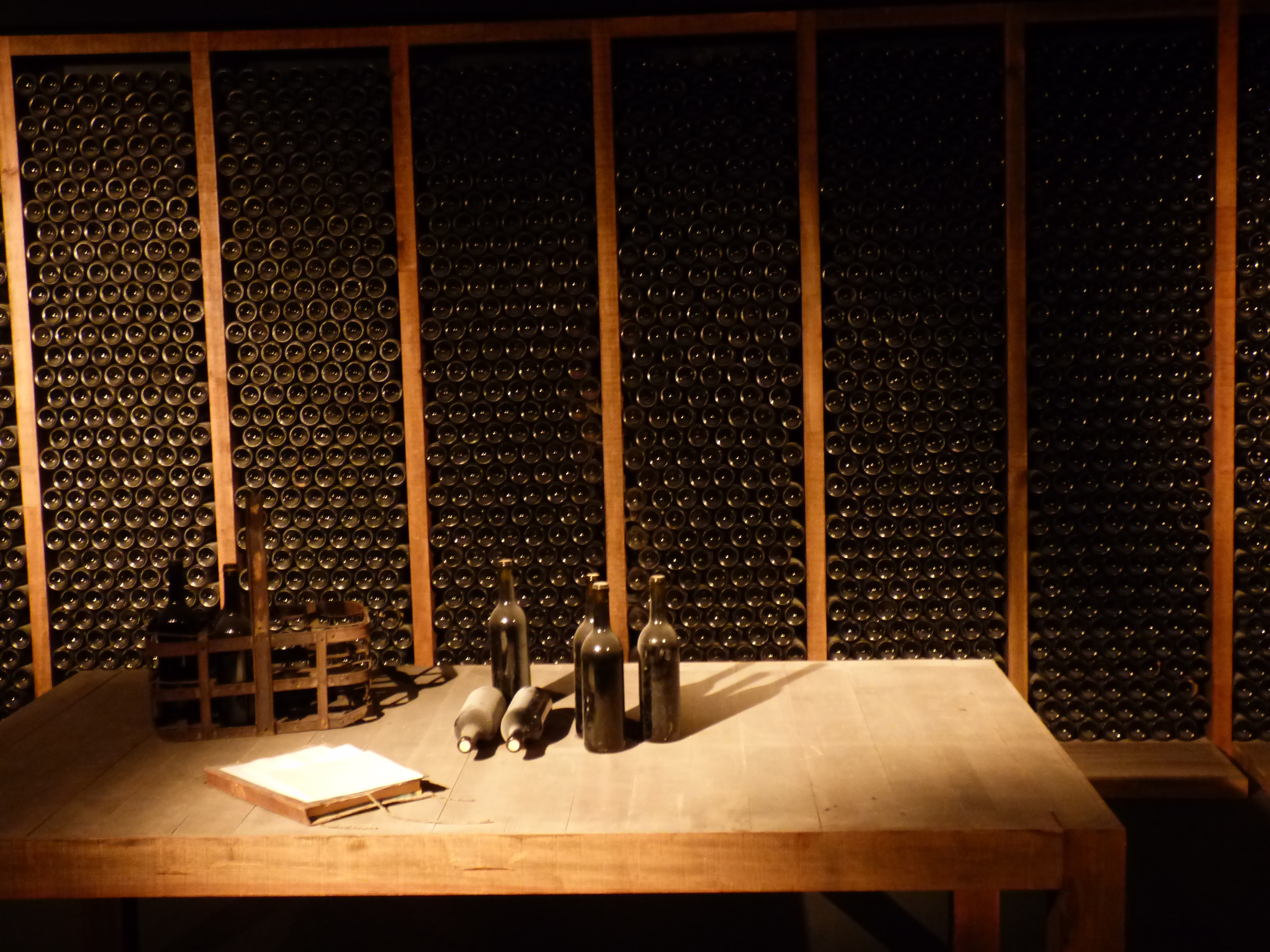
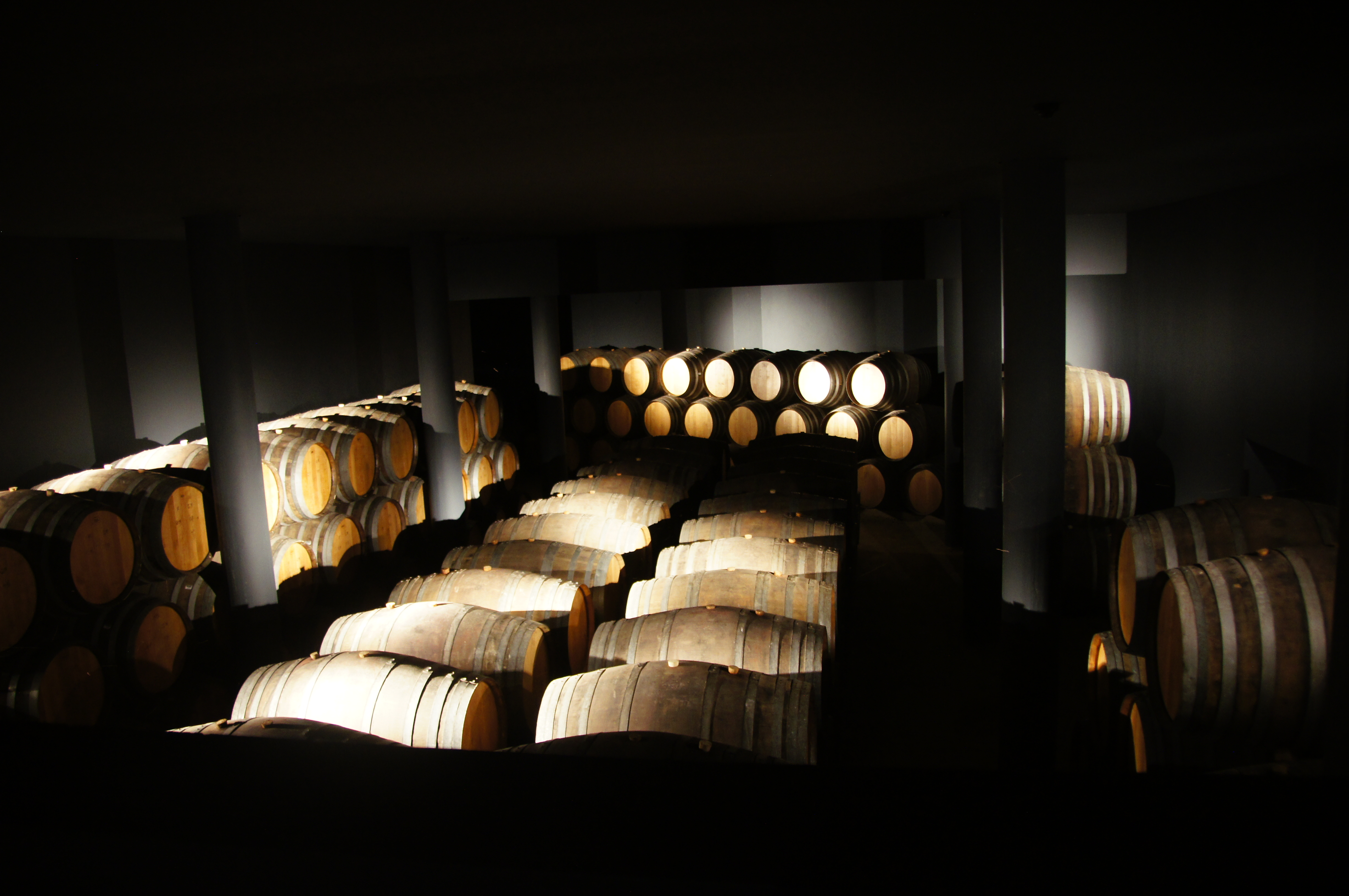